# مینداگاس ساداکاس
مینداگاس ساداکاس (به انگلیسی: Mindaugas Sadauskas) (زادهٔ ۱۴ ژوئن ۱۹۹۰) شناگر اهل لیتوانی است.